# Incident du 31 janvier 2009 à Molo
 (mars 2020).
Si vous disposez d'ouvrages ou d'articles de référence ou si vous connaissez des sites web de qualité traitant du thème abordé ici, merci de compléter l'article en donnant les références utiles à sa vérifiabilité et en les liant à la section « Notes et références ».
 (mars 2020).
L'incident du 31 janvier 2009 à Molo est un incendie survenu le 31 janvier 2009 à Molo, dans le comté de Nakuru au Kenya, au cours duquel 113 personnes sont mortes et plus de 200 autres ont été blessées.

## Déroulement
L'incident a eu lieu après qu'un camion-citerne s'est renversé et que le pétrole qu'il contenait s'est déversé. Des badauds ont tenté de récupérer des restes de carburant pour leur usage personnel quand le pétrole a pris feu. Les sauveteurs ont suggéré que la cause en était l'électricité statique, une cigarette jetée accidentellement ou un individu en colère contre un blocus policier, et qui cherchait à se venger. La police a décrit le carnage comme la pire catastrophe du Kenya de ces dernières années, survenue dans un pays frappé par de fréquentes pénuries de carburant et quelques jours seulement après qu'un incendie (en) dans un supermarché de Nakumatt ait tué 29 personnes.
En juin 2009, un autre accident similaire s'était produit, lorsqu'un incendie de pétrolier avait tué au moins quatre personnes et blessé près de 50 autres dans le village de Kapokyek, près de Kericho. Les victimes siphonnaient le carburant du pétrolier tombé de la route.

## Gestion des catastrophes au Kenya
L'incendie était la deuxième catastrophe de ce type au Kenya cette semaine-là, après la mort d'au moins 29 personnes dans l'incendie du supermarché de Nairobi Nakumatt. Les médias kenyans ont critiqué le gouvernement pour ses faibles normes de sécurité et sa préparation inadéquate aux catastrophes. À la suite de cet incendie, le Daily Nation a rapporté que les trois millions d'habitants de Nairobi n'étaient desservis que par une seule caserne de pompiers située à proximité d'un quartier d'affaires encombré de circulation.